# Floriano Del Secolo
Floriano Del Secolo (Melfi, 10 maggio 1877 – Napoli, 20 giugno 1949) è stato un giornalista e politico italiano.

## Biografia
Figlio di Dario e Vitamaria Mendìa, si trasferì a Lucera per frequentare il ginnasio e, dopo il diploma, si iscrisse all'Università di Bologna nel 1893, divenendo uno degli allievi prediletti di Giosuè Carducci e laureandosi in lettere nel 1897, con una tesi sulla prosa sacra tra il Duecento e il Quattrocento. Durante la permanenza bolognese, iniziò a collaborare al Resto del Carlino su invito di Adolfo Albertazzi. Successivamente ebbe, grazie al Carducci, una cattedra di insegnamento in Sicilia.
Insegnò poi a Benevento e Napoli, divenendo docente di lettere e filosofia presso l'accademia della Nunziatella, oltre a lavorare come redattore per il periodico letterario I Mattoncini. Amico di Giustino Fortunato, fu presentato da questi a Benedetto Croce e conobbe altri intellettuali, come Guido De Ruggiero, Adolfo Omodeo e Luigi Russo. Non ebbe invece alcun rapporto con il suo compaesano Francesco Saverio Nitti, tra i quali vi era perfino un clima di diffidenza reciproca.
Nel 1917 divenne direttore del quotidiano Il Mezzogiorno ma, con l'avvento del fascismo, dovette lasciare la carica nel 1923, poiché il giornale professava idee distanti dal regime. Dopo il sequestro di Giacomo Matteotti (10 giugno 1924), Del Secolo sostenne la secessione dell'Aventino e aderì all'Unione Nazionale di Giovanni Amendola, diventando presidente della sezione napoletana. Figurò tra i firmatari del Manifesto degli intellettuali antifascisti promosso da Benedetto Croce e fu tra i pochi docenti che rifiutarono di prestare il giuramento di fedeltà al Fascismo; per questo fu licenziato dal Collegio Militare della Nunziatella dove insegnava.
Perso l'incarico, iniziò a dare lezioni private, tenne conferenze e continuò a collaborare con diversi giornali e riviste; inoltre trasformò la sua casa in un punto di ritrovo per giovani antifascisti. Nel 1927 pubblicò una raccolta antologica degli scritti di Croce dal titolo Poeti e scrittori d'Italia. Durante la seconda guerra mondiale, mentre Napoli subiva i bombardamenti, ritornò a Melfi per un breve periodo. Dopo aver rifiutato la dirigenza di un giornale di Achille Lauro, Del Secolo, su incitamento di Croce, venne nominato direttore del quotidiano Il Risorgimento nel 1944, che aveva tra i suoi collaboratori Guido Dorso.
Il giornale non fu gradito al Psychological Warfare Branch, organo di vigilanza delle forze alleate, poiché ospitava anche alcuni articoli del Partito Comunista Italiano. Nel giugno 1946, quando la gestione della Società Editrice Meridionale ritornò ad Achille Lauro, Del Secolo si dimise dalla direzione del giornale. Alle prime elezioni generali postbelliche, nel 1948 si candidò a Napoli nelle liste del Fronte Democratico Popolare e fu eletto con 29.880 voti. La sua carriera politica fu breve, a causa di un male incurabile che lo portò alla morte un anno dopo, il 20 giugno 1949 e venne sostituito da Gabriele Jannelli. Il Senato lo commemorò il giorno successivo e fu encomiato da noti personaggi, come l'allora presidente Ivanoe Bonomi e Francesco Saverio Nitti.

## Opere
- Un teologo dell'ultimo Trecento: Luigi Marsili (V. Vecchi, Trani 1897)
- Predicatori ed autori di lettere spirituali nel sec. Quattordicesimo (Tip. G. Grieco, Melfi 1898)
- Leone Tolstoi: L'uomo e l'opera (Tip. Grieco, Melfi s.d.)
- Francesco Crispi, commemorato nel R. Collegio Militare a Napoli il 21 ottobre 1927 (Federico e Ardìa, Napoli 1927)
- Poeti e scrittori d'Italia (Laterza, Bari 1927)